# Titularbistum Bocconia
Bocconia ist ein Titularbistum der römisch-katholischen Kirche.
Die in Nordafrika gelegene Stadt war ein alter römischer Bischofssitz, der im 7. Jahrhundert mit der islamischen Expansion unterging. Er lag in der römischen Provinz Numidien.
| Titularbischöfe von Bocconia |                         |                                               |                   |                    |
| Nr.                          | Name                    | Amt                                           | von               | bis                |
| 1                            | Thomas F. Quinlan SSCME | emeritierter Bischof von Chuncheon (Südkorea) | 16. November 1965 | 31. Dezember 1970  |
| 2                            | Simon Ignatius Pimenta  | Weihbischof in Bombay (Indien)                | 5. Juni 1971      | 11. September 1978 |
| 3                            | Ernest Cabo             | Weihbischof in Basse-Terre (Guadeloupe)       | 2. Juli 1983      | 2. Juli 1984       |
| 4                            | Gregory Taik Maung      | Weihbischof in Prome (Myanmar)                | 8. November 1984  |                    |